# Argyrodiaptomus macrochaetus
Argyrodiaptomus macrochaetus is een eenoogkreeftjessoort uit de familie van de Diaptomidae. De wetenschappelijke naam van de soort is voor het eerst geldig gepubliceerd in 1937 door Brehm.